# Christian Welzel

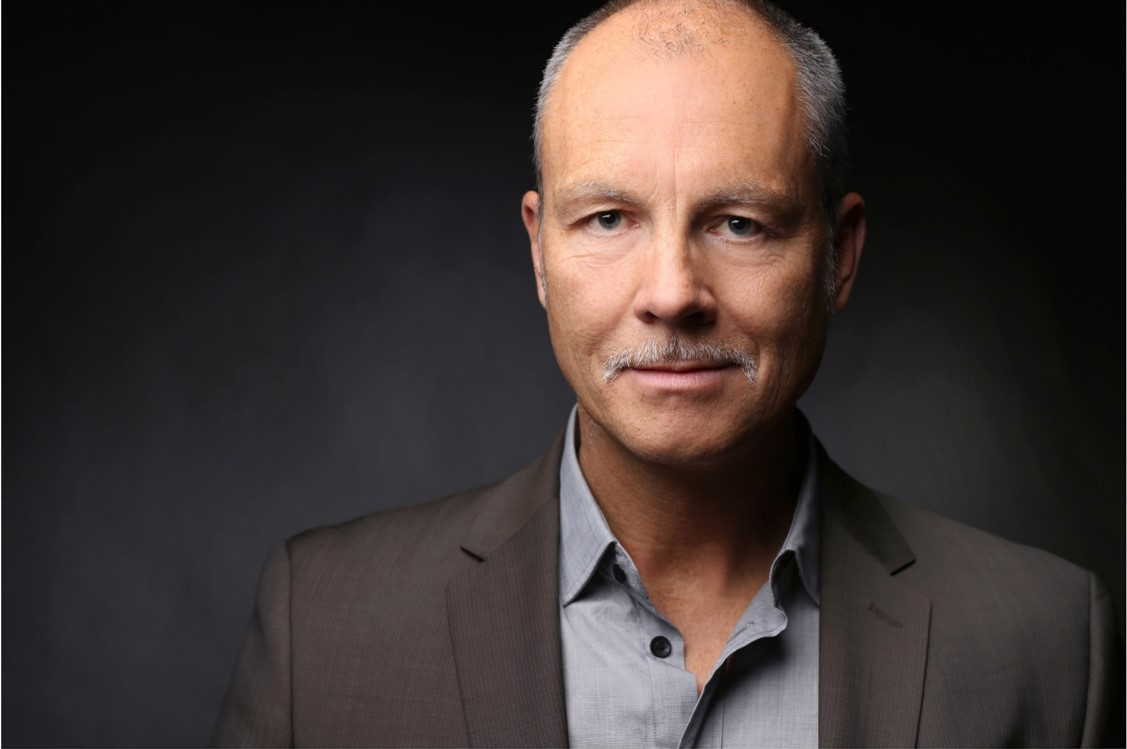
Christian Welzel

Christian Welzel (* 25. März 1964 in Saarbrücken) ist ein deutscher Politikwissenschaftler und Vize-Präsident des World Values Survey.

## Werdegang
Christian Welzel studierte an der Universität des Saarlandes in Saarbrücken, Politikwissenschaft und Wirtschaftsgeschichte. Nach einem Magister Artium (M.A.) erwarb er 1996 einen Doktorgrad im Fach Politikwissenschaft an der Universität Potsdam mit dem Werk Demokratischer Elitenwandel: Die Erneuerung der ostdeutschen Elite aus demokratie-soziologischer Sicht. In den folgenden Jahren arbeitete Welzel als Wissenschaftlicher Mitarbeiter am Wissenschaftszentrum Berlin für Sozialforschung und habilitierte im Jahr 2000 mit der Monographie Fluchtpunkt Humanentwicklung: Über die Grundlagen der Demokratie und die Ursachen ihrer Ausbreitung im Fach Politikwissenschaft an der Freien Universität Berlin. Danach lehrte und forschte er für ein Jahr an der Universität Potsdam als Vertretungsprofessor am Lehrstuhl „Regierungssystem der Bundesrepublik Deutschland“. 2001 wechselte Welzel als Associate Professor der Politikwissenschaft an die Jacobs University Bremen, an der er 2006 den Professorentitel erhielt. Hier betreute er auch als Programm-Koordinator das Studienprogramm „Integrierte Sozialwissenschaften“ (Integrated Social Science undergraduate and graduate program) und die Bremen International Graduate School of Social Sciences.
Seit 2010 lehrt und forscht Welzel an der Leuphana Universität in Lüneburg als Professor für Politische Kulturforschung am Institut für Politikwissenschaft und Zentrum für Demokratieforschung. Ebenfalls 2010 erwarb er eine Forschungsprofessur an der Higher School of Economics in St. Petersburg in Russland. Außer in Russland und Deutschland forscht Welzel seit 2006 als assoziierter Gastforscher am Center for the Study of Democracy (CSD) an der UC Irvine University of California, Irvine in den USA. 2014 erhielt er den Stein-Rokkan-Preis des ECPR. Im Jahr 2015 wurde er zum Mitglied der Leopoldina gewählt. Seit 2022 ist er korrespondierendes Mitglied der Niedersächsischen Akademie der Wissenschaften zu Göttingen.

## Forschungsinteressen
Seine Forschungsinteressen beziehen sich insbesondere auf die Themengebiete:
- Modernisierung, sozialer Wandel, und Human Empowerment
- Demokratisierung, Demokratiemessung und Qualität von Governance
- Werteformation, kultureller Wandel und öffentliche Meinung
- Protestbeteiligung und soziale Bewegungen
- Zivilgesellschaft und Sozialkapital

## Werteorientierungen, Wertewandel und der World Values Survey
Christian Welzels Forschung richtet sich vor allem auf die Frage, wie die Werteorientierungen normaler Menschen die politische Kultur in heutigen Gesellschaften verändern. Seiner Forschung liegen Daten des World Values Survey zugrunde. Seit 2008 ist Christian Welzel Vorstandsmitglied und Vize-Präsident für den Bereich Forschung für die World Values Survey Association. Aktuell arbeiten Forscher aus der ganzen Welt an der Durchführung der sechsten Befragungswelle im Rahmen dieses Surveys. Christian Welzel leitet das Projekt in Deutschland. 2000 Menschen, die jeweils zur Hälfte aus Westdeutschland und zur Hälfte aus Ostdeutschland kommen, wurden 2013 zu diesem Zweck zu ihren Wertevorstellungen befragt. Im Anschluss nahmen die Probanden teil an einem Online-Experiment, um die Beziehung zwischen den Wertvorstellungen einer Person und seiner Kooperationsbereitschaft zu untersuchen. Das Projekt wird von der Deutschen Forschungsgemeinschaft (DFG) und dem Schweizer Nationalfonds (SNF) unterstützt.

## Publikationen
In dem Forschungsfeld um Werteorientierungen und Wertewandel hat Welzel publiziert, u. a. über Entwicklungsprozesse, die politische Kulturen transformieren und darüber, wie diese Transformationen Einfluss auf politische Institutionen vor allem in Demokratien haben. Sein neustes Buch erschien im Dezember 2013 unter dem Titel „Freedom Rising“ im Verlag Cambridge University Press.
Zusammen mit Amy Alexander, Maria Göppert Professor an der Georg-August-Universität Göttingen, erforscht und analysiert er außerdem, welche Rolle emanzipative Werte im Empowerment von Frauen spielen. Außerdem forscht und publiziert Welzel zusammen mit Ronald Inglehart, dem Skyttepreis-Gewinner und Gründer des World Values Survey.

## Werke
Monographien
- Freedom Rising. Human Empowerment and the Quest for Emancipation. Cambridge University Press, New York/Cambridge 2013, ISBN 978-1-107-03470-9.
- mit Ronald Inglehart; Modernization, Cultural Change and Democracy. Cambridge University Press, New York/Cambridge 2005, ISBN 978-0-521-84695-0.
- Fluchtpunkt Humanentwicklung: Über die Grundlagen der Demokratie und die Ursachen ihrer Ausbreitung. Westdeutscher Verlag, Opladen 2002, ISBN 3-531-13608-9.
- Demokratischer Elitenwandel: Die Erneuerung der ostdeutschen Elite aus demokratie-soziologischer Sicht. Leske und Budrich, Opladen 1997 doi:10.1007/978-3-663-09587-3.

Herausgeberbände
- mit Russel J. Dalton, The Civic Culture Transformed: From Allegiant to Assertive Citizens. Cambridge University Press, New York 2014, ISBN 978-1-107-03926-1
- mit Christian Haerpfer, Patrick Bernhagen, Ronald Inglehart, Democratization. Oxford University Press, Oxford 2009, ISBN 978-0-19-923302-1.
- mit Hans-Joachim Lauth, Gert Pickel, Demokratiemessung: Konzepte und Befunde im internationalen Vergleich. Westdeutscher Verlag, Opladen 2000, doi:10.1007/978-3-322-89590-5

Zeitschriftenbeiträge
- mit Ronald Inglehart et al. Genes, Security, Tolerance and Happiness. In: Journal of Research in Gender Studies. 4. Jg., Nr. 1, 2014, S. 32.100.
- mit Margarita Zavadskaya, Subverting Autocracy: The Role of Emancipative Mass Values. In: Democratization. 21, 2014, S. 1–26.
- Evolution, Empowerment and Emancipation: How Societies Climb the Freedom Ladder. In: World Development. 64, 2014, S. 33–51.
- The Myth of Asian Exeptionalism: Response to Bomhoff and Gu. In: Journal of Cross-Cultural Psychology 43 Jg., Nr. 7, 2012, S. 1039–1054
- Amy C. Alexander, Ronald Inglehart, Measuring Effective Democracy: A Defense. In: International Political Science Review. 33. Jg., Nr. 1, 2012, S. 41–62, doi:10.1177/0192512111414682
- mit Franziska Deutsch: Emancipative Values and Nonviolent Protest: The Importance of ‘Ecological’ Effects. In: British Journal of Political Science. 42 Jg., Nr. 2, 2011, S. 465–479, doi:10.1017/S0007123411000421
- mit Amy C. Alexander, Measuring Effective Democracy: The Human Empowerment Approach. In: Comparative Politics. 43 Jg., Nr. 3, 2011, S. 271–289, doi:10.5129/001041511795274931
- mit Amy C. Alexander, Islam and Patriarchy: How Robust is Muslim Support for Patriarchal Values? In: International Review of Sociology. 21. Jg., Nr. 2, 2011, S. 249–275, doi:10.1080/03906701.2011.581801
- How Selfish are Self-Expression Values? A Civicness Test. In: Journal of Cross Cultural Psychology., 41. Jg., Nr. 2, 2010, S. 152–174, doi:10.1177/0022022109354378
- mit Ronald Inglehart, Changing Mass Priorities: The Link between Modernization and Democracy. In: Perspectives on Politics., 8. Jg., Nr. 2, 2009, S. 551–567, doi:10.1017/S1537592710001258
- mit Ronald, Inglehart, R., Roberto Foa, Christopher Peterson, Development, Freedom and Rising Happiness: A Global Perspective 1981-2006. In: Perspectives on Psychological Science., 3. Jg., Nr. 4, 2008, S. 264–85, doi:10.1111/j.1745-6924.2008.00078.x
- mit Ronald Inglehart: The Role of Ordinary People in Democratization. In: Journal of Democracy. 19. Jg., Nr. 1, 2008, S. 126–140, doi:10.1353/jod.2008.0009
- Democratization as an Emancipative Process: The Neglected Role of Mass Motivations In: European Journal of Political Research. 45. Jg., Nr. 6, 2006, S. 871–896, doi:10.1111/j.1475-6765.2006.00637.x
- mit Ronald Inglehart, Franziska Deutsch: Social Capital, Voluntary Associations, and Collective Action: Which Aspects of Social Capital Have the Greatest ‘Civic’ Payoff? In: Journal of Civil Society., 1. Jg., Nr. 2, 2005, S. 121–146, doi:10.1080/17448680500337475
- mit Ronald Inglehart, Political Culture and Democracy: Analyzing Cross Level Linkages. In: Comparative Politics., 36. jg., Nr. 1, 2003, S. 61–79, doi:10.2307/4150160
- mit Ronald Inglehart, Hans-Dieter Klingemann: The Theory of Human Development: A Cross-Cultural Analysis. In: European Journal of Political Research., 42. Jg., Nr. 3, 2003, S. 341–380, doi:10.1111/1475-6765.00086
- mit Ronald Inglehart, Pippa Norris, Gender Equality and Democracy. In: Comparative Sociology, 1. Jg., Nr. 3/4, 2002, S. 235–264.